# Refshalen Festival
Refshalen Festival er en endags-festival, der afholdes på Refshaleøen i København. Festivalen er arrangeret af fem københavnske øvelokaleforeninger, og fokuserer således på talenterne fra den lokale musikscene. 
Festivalen blev afholdt første gang i 2010, og præsenterer i 2012 16 bands, fordelt på to scener. 